# 高天正
高天正（1931年1月—2022年1月26日），北京人，中国人民解放军将领、中国人民解放军中将。
1948年参加中国人民解放军，1949年加入中国共产党。曾参加平津战役、渡江战役、抗美援朝战争。1988年起任广州军区政治部主任，被授予少将军衔。1990年5月，任广州军区副政委，被授予中将军衔。